# Humbert de Pairaud
Humbert de Pairaud (Perot en ancien français) était un dignitaire de l'Ordre du Temple en France et en Angleterre. 
Il pourrait être issu d'une famille noble du Forez qui était alors un comté puis qui devint une province de France au milieu du XVIe siècle.

## Biographie
L'opinion des historiens et des médiévistes spécialistes de l'ordre du Temple est assez variable quant au parcours d'Humbert de Pairaud entre 1257 et 1278.
Si on s'en tient aux documents d'époque (chartes) et aux titulatures employées dedans, Humbert de Pairaud a été:
- Commandeur de la baillie de Ponthieu en 1257[15].
- Commandeur des maisons du Temple en France: au moins depuis 1261[2], titre qu'il portera jusqu'en 1264[4],[16].
- En 1265, il n'a pas de titre attesté lorsqu'il effectue la réception de Jacques de Molay mais il occupe un rang supérieur à celui d'Amaury de La Roche qui lui a succédé à la tête de la province de France[17], vraisemblablement déjà visiteur général.
- Commandeur des maisons du Temple en Aquitaine et visiteur général: attesté en octobre 1266 et en 1269[18]
- Maître des maisons du Temple en Angleterre: De 1269 à 1271
- Commandeur des maisons du Temple en France: 1272[19]

On sait qu'il a exercé la fonction de Visiteur de France (anciennement maître en deçà-mer, visiteur cismarin) auprès de Thomas Béraud, ce qui consistait en fait à visiter pour le compte du maître de l'ordre les provinces d'Occident. 
La période exacte est difficile à préciser, Alain Demurger dans son ouvrage sur Jacques de Molay paru en 2002 le qualifiant d'abord de maître de la province d'Angleterre avant d'exercer cette fonction mais le cite comme tel à partir de 1265 dans une édition revue et corrigée de son premier ouvrage sur le sujet tout comme d'autres auteurs. Certains pensent qu'il aurait pu cumuler la charge de visiteur avec celle de maître de la province d'Angleterre. Il apparaît dans cette province en 1267 et en 1269 mais rien n'atteste à ce moment-là que c'était en qualité de maître de la province puisque son rôle de Visiteur général l’amenait à s'y rendre et qu'il cumulait cette charge avec celle de commandeur d'Aquitaine.
On le retrouve de nouveau comme commandeur de France en 1272, et il semblerait que le dernier titre qu'il ait porté soit celui de maître de la province d'Aquitaine (de Poitou), ce serait alors entre 1274 et 1278 puisque cette fonction était exercée par le frère Jean le François de 1269 à 1274 puis par Amblard de Vienne à partir de 1278.
Sous sa maîtrise, il a reçu dans l'Ordre du Temple:
- En 1263[14], son neveu Hugues de Perraud qui exerçait la fonction de visiteur de l'ordre au moment du procès de l'ordre du Temple.
- En 1265[21], Jacques de Molay dernier maître de l'ordre.